# Sonja Wipf
Sonja Wipf (* 24. Februar 1973 in Brugg) ist eine Schweizer Pflanzenökologin, die sich mit den Folgen des Klimawandels befasst. Sie forschte am WSL-Institut für Schnee- und Lawinenforschung SLF und war Bereichsleiterin Forschung und Monitoring des Schweizerischen Nationalparks. Sie ist Gründerin und Inhaberin von Luzula Biodiversität Wissen GmbH.

## Leben
Nach Abschluss ihrer Matura an der Alten Kantonsschule Aarau studierte Wipf in den Jahren 1993 bis 2000 Botanik und Umweltwissenschaften an der Universität Zürich. Dort wurde sie 2006 über die klimatischen Veränderungen von Ökosystemen der Tundra aufgrund von Veränderungen (insbesondere Verringerung) der Schneedecke  promoviert.

## Wirken
Wipfs Forschung befasst sich mit den Auswirkungen des Klimawandels, der Landwirtschaft und des Tourismus auf alpine und arktische Pflanzen und Böden sowie deren Wechselwirkung. Ihre Beiträge wurden in führenden Fachzeitschriften veröffentlicht, darunter Nature und Climatic Change. Gemeinsam mit ihren Forscherkollegen gelang Wipf erstmals für alpine Ökosysteme der Nachweis einer beschleunigten Reaktion auf den Klimawandel.
Wipf tritt in regelmässiger Folge in den Medien in Erscheinung. So wurde im Rahmen der Klimakrise in nationalen und internationalen Medien über ihre Arbeit berichtet.
Von 2020 bis 2024 leitete Wipf den Fachbereich Forschung und Monitoring des Schweizerischen Nationalparks.
Im Jahr 2025 gründete Wipf Luzula Biodiversität Wissen GmbH, ein Umweltbüro mit Fokus auf Biologische Expertise, Wissenschaft, Wissensvermittlung und Umweltbildung.

## Veröffentlichungen (Auswahl)
- mit Christian Rixen: A review of snow manipulation experiments in Arctic and alpine tundra ecosystems. In: Polar Research. 29(1), 2010, S. 95–109.
- mit Christian Rixen, Markus Fischer, Bernhard Schmid, Veronika Stoeckli: Effects of ski piste preparation on alpine vegetation. In: Journal of Applied Ecology. 42(2), 2005, S. 306–316.
- mit Veronika Stoeckli, Peter Bebi: Winter climate change in alpine tundra: plant responses to changes in snow depth and snowmelt timing. In: Climatic Change. 94(1–2), 2009, S. 105–121.